# Prêmio Angelo Agostini de melhor roteirista
Roteirista é uma das categorias do Prêmio Angelo Agostini, premiação brasileira dedicada aos quadrinhos que é realizada pela Associação dos Quadrinhistas e Caricaturistas do Estado de São Paulo (AQC-ESP) desde 1985.

## História
A categoria de melhor roteirista faz parte do Prêmio Angelo Agostini desde sua segunda edição, em 1986. É destinada a premiar os responsáveis pelos roteiros das histórias em quadrinhos publicadas no ano anterior ao da cerimônia de premiação. Os vencedores são escolhidos por voto aberto, inicialmente para associados da AQC-ESP e associações de quadrinistas de outros estados e, depois de algumas edições, para quaisquer interessados, fossem profissionais ou leitores.
A partir da edição de 2006, o envio das cédulas com os votos, que até então podia ser feita apenas pelo correio, passou a também ocorrer por e-mail. Uma nova mudança foi realizada na edição de 2013: os votos passaram a ser feitos diretamente no blog oficial da AQC-ESP, o que resultou em um grande aumento no número de votos (14.937 nesta edição contra um total que dificilmente passava de 500 nas anteriores).
Na edição de 2019, o prêmio teve pela primeira vez uma relação de indicados em cada categoria (até o ano anterior, a cédula de votação não trazia indicação de nomes, cabendo a cada votante escrever seu escolhido). A comissão organizadora do prêmio convidou diversos profissionais da área para a seleção dos indicados.
Devido à pandemia de COVID-19, o 36.º Prêmio Angelo Agostini, que deveria ter ocorrido em 2020, foi realizado em janeiro de 2021. Esse problema se manteve na edição seguinte, focada na produção de quadrinhos de 2020, mas que teve sua votação, em caráter de emergência, realizada no início de 2022. O cronograma foi regularizado ainda em 2022 com a realização da 38.ª edição do prêmio no segundo semestre.

## Vencedores
| Ano  | Vencedores                                                          | Outros indicados | Notas                    |
| ---- | ------------------------------------------------------------------- | --- | ------------------------ |
| 1986 | Júlio Emílio Braz                                                   | Votação aberta, sem lista de indicados | [ 2 ]                    |
| 1987 | Gilberto Camargo                                                    | Votação aberta, sem lista de indicados | [ 11 ]                   |
| 1988 | Fernando Gonsales                                                   | Votação aberta, sem lista de indicados | [ 12 ]                   |
| 1989 | Luiz Antonio Aguiar                                                 | Votação aberta, sem lista de indicados | [ 4 ] [ 13 ]             |
| 1990 | Novaes                                                              | Votação aberta, sem lista de indicados | [ 4 ] [ 13 ]             |
| 1991 | Laerte Coutinho                                                     | Votação aberta, sem lista de indicados | [ 14 ] [ 4 ] [ 13 ]      |
| 1992 | Laerte Coutinho                                                     | Votação aberta, sem lista de indicados | [ 15 ] [ 4 ] [ 13 ]      |
| 1993 | Laerte Coutinho                                                     | Votação aberta, sem lista de indicados | [ 3 ] [ 4 ] [ 13 ]       |
| 1994 | Marcelo Campos                                                      | Votação aberta, sem lista de indicados | [ 16 ]                   |
| 1995 | Arthur Garcia                                                       | Votação aberta, sem lista de indicados | [ 17 ]                   |
| 1996 | Lúcia Nóbrega                                                       | Votação aberta, sem lista de indicados | [ 18 ]                   |
| 1997 | Laerte Coutinho                                                     | Votação aberta, sem lista de indicados | [ 19 ]                   |
| 1998 | Marcelo Cassaro                                                     | Votação aberta, sem lista de indicados | [ 20 ]                   |
| 1999 | Marcelo Cassaro                                                     | Votação aberta, sem lista de indicados | [ 21 ]                   |
| 2000 | Gian Danton                                                         | Votação aberta, sem lista de indicados | [ 22 ]                   |
| 2001 | André Diniz                                                         | Votação aberta, sem lista de indicados | [ 23 ]                   |
| 2002 | Wellington Srbek                                                    | Votação aberta, sem lista de indicados | [ 24 ]                   |
| 2003 | Wellington Srbek                                                    | Votação aberta, sem lista de indicados | [ 25 ]                   |
| 2004 | Marcelo Cassaro                                                     | Votação aberta, sem lista de indicados | [ 26 ]                   |
| 2005 | Fábio Moon e Gabriel Bá                                             | Votação aberta, sem lista de indicados | [ 27 ]                   |
| 2006 | Marcatti                                                            | Votação aberta, sem lista de indicados | [ 28 ]                   |
| 2007 | Anita Costa Prado                                                   | Votação aberta, sem lista de indicados | [ 29 ]                   |
| 2008 | Anita Costa Prado                                                   | Votação aberta, sem lista de indicados | [ 30 ]                   |
| 2009 | Daniel Esteves                                                      | Votação aberta, sem lista de indicados | [ 31 ]                   |
| 2010 | Laudo Ferreira Jr.                                                  | Votação aberta, sem lista de indicados | [ 32 ]                   |
| 2011 | Marcos Franco                                                       | Votação aberta, sem lista de indicados | [ 33 ]                   |
| 2012 | Daniel Esteves                                                      | Votação aberta, sem lista de indicados | [ 34 ]                   |
| 2013 | Petra Leão                                                          | Votação aberta, sem lista de indicados | [ 7 ]                    |
| 2014 | Gustavo Duarte Chico Bento: Pavor Espaciar                          | Votação aberta, sem lista de indicados | [ 35 ]                   |
| 2015 | Felipe Cagno 321: Fast Comics                                       | Votação aberta, sem lista de indicados | [ 36 ]                   |
| 2016 | Alex Mir Valkíria: a Fonte da Juventude / Orixás: o Dia do Silêncio | Votação aberta, sem lista de indicados | [ 37 ]                   |
| 2017 | Alex Mir Segundo Tempo                                              | Votação aberta, sem lista de indicados | [ 38 ]                   |
| 2018 | Marcelo Marchi Bilhetes                                             | Votação aberta, sem lista de indicados | [ 39 ]                   |

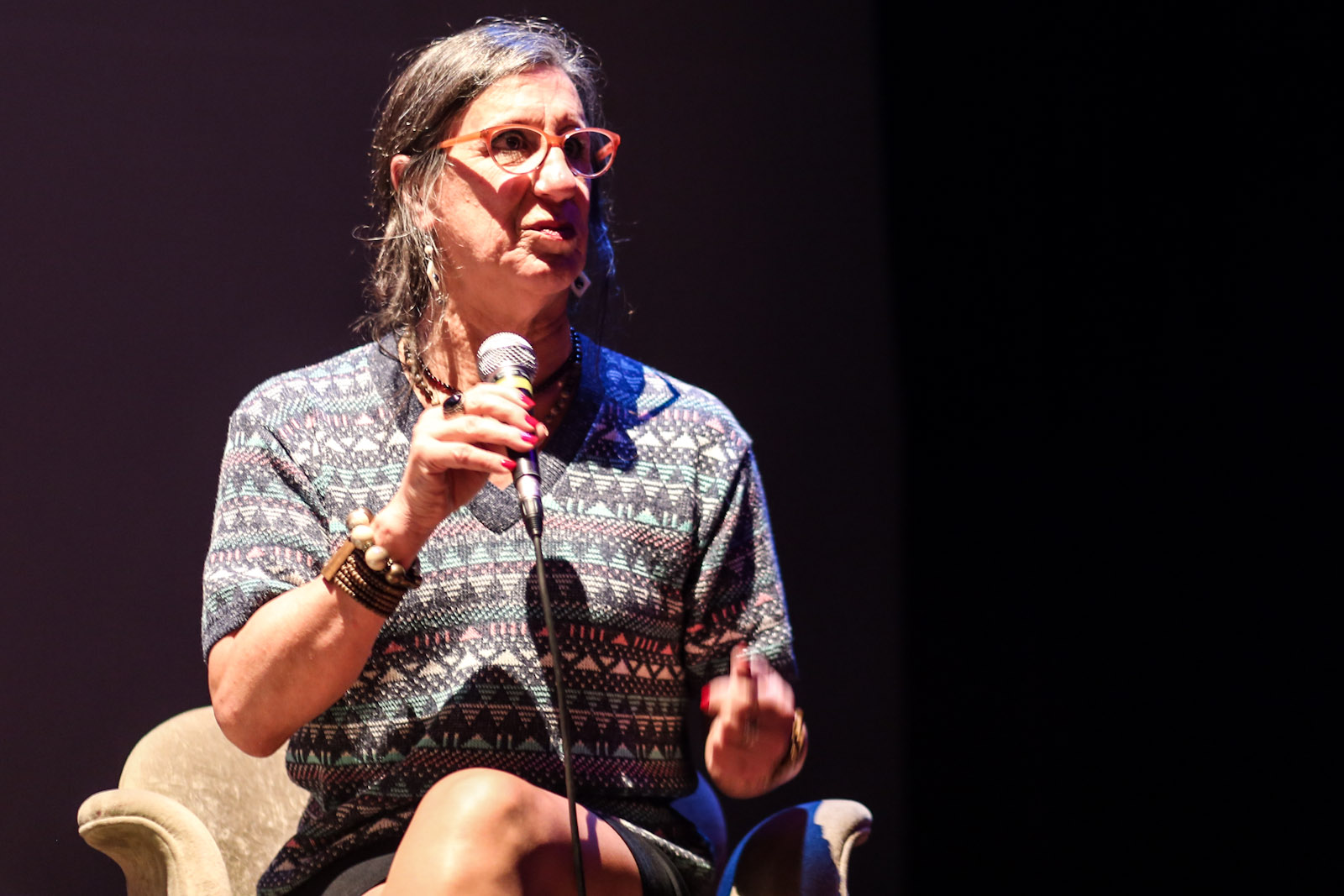
Laerte Coutinho recebeu o prêmio quatro vezes, em 1991, 1992, 1993 e 1997.

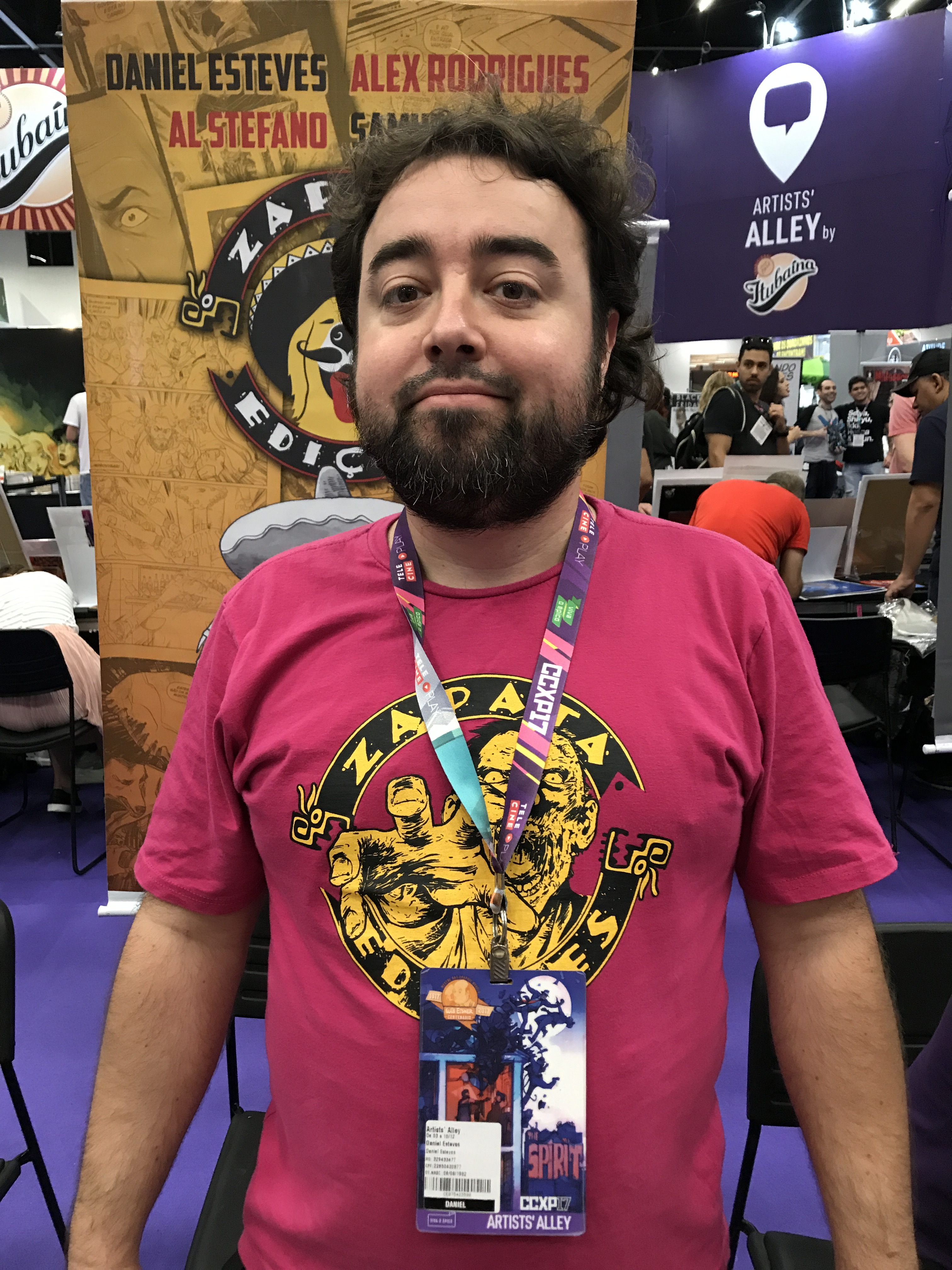
Daniel Esteves recebeu o prêmio duas vezes, em 2009 e 2012.

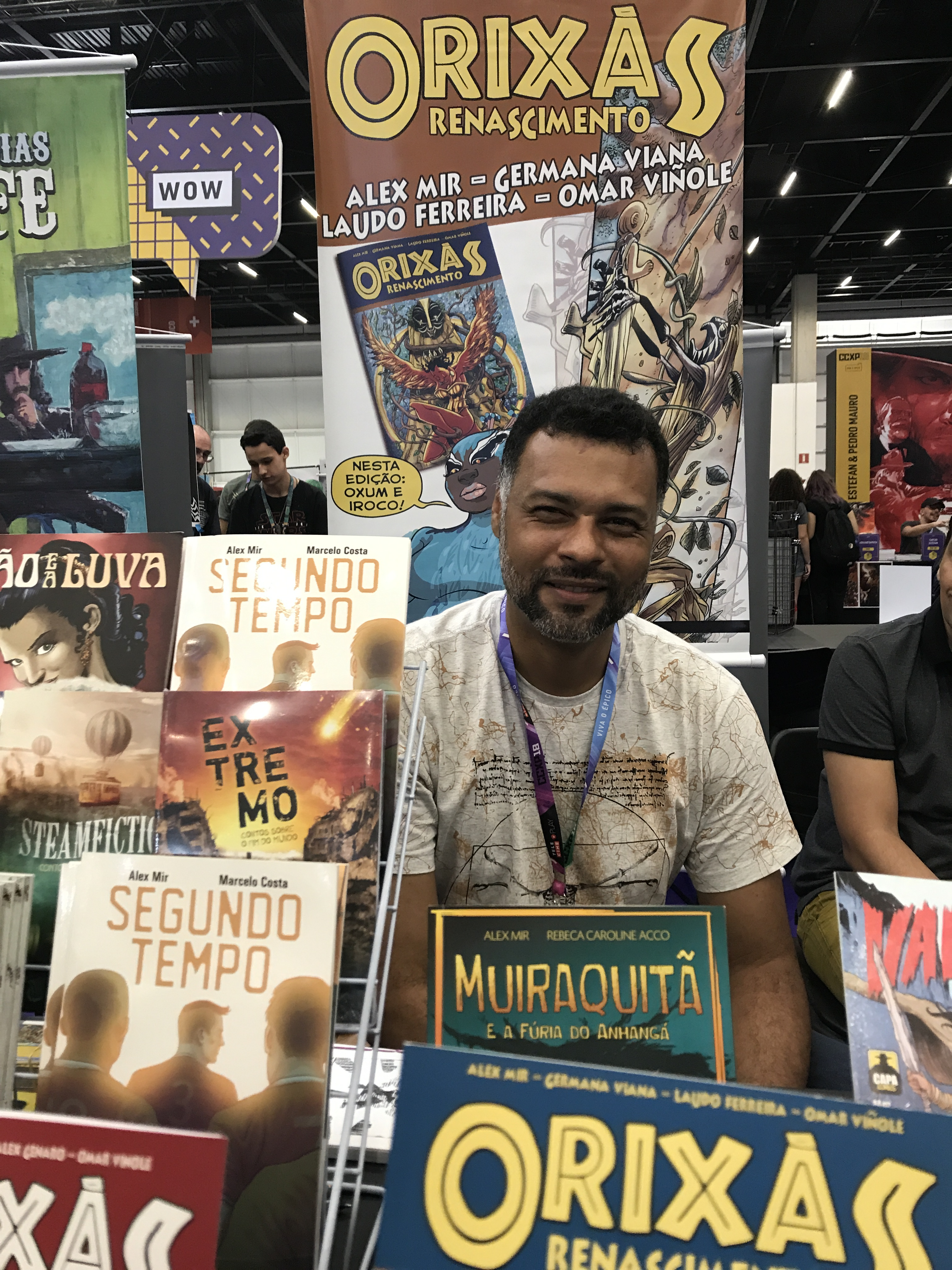
Alex Mir recebeu o prêmio duas vezes, em 2016 e 2017.

| 2019 | Rafael Calça Jeremias: Pele                                         | - Ana Recalde (Gibi de Menininha) - Felipe Cagno (Adagio) - Felipe Folgosi (Um Outro Dia) - Larissa Palmieri (Gynoide) - Laudo Ferreira Jr. (O Santo Sangue) - Marcello Fontana (Trovões no Rio Negro) - Marcio Junior (Cidade de Sangue) - Renata Nolasco (Só Ana) - Sergio Chaves (O Vazio que nos Completa) | [ 40 ] [ 41 ]            |
| 2020 | Fefê Torquato Tina: Respeito                                        | - Alex Mir (Orixás: Ikú) - Aline Zouvi (Pão Francês) - Daniel Esteves (Último Assalto) - Eric Peleias (Como Fazer Amigos e Enfrentar Fantasmas) - Jefferson Costa (Roseira, Medalha, Engenho e Outras Histórias) - Lillo Parra (O Cramulhão e o Desencarnado) - Mário César (Bendita Cura 2) - Milena Azevedo (Penpegusa) - Shiko (Três Buracos) | [ 42 ] [ 43 ] [ nota 1 ] |
| 2021 | Mary Cagnin Bittersweet                                             | - André Bernardino (Aquarela) - Fábio Lyra (Menina Infinito: Depois de Horas) - Jean Galvão (Vó) - José Aguiar (CWB) - Pablo Casado (Mayara & Annabelle: Hora Extra) - Paulo Back (Turma da Mônica) - Paulo Crumbim (Penadinho: Lar) - Raphael Fernandes (Apagão: Fruto Proibido) - Vitor Cafaggi (Valente Por Você) | [ 44 ] [ 45 ] [ nota 1 ] |
| 2022 | Leandro Assis e Triscila Oliveira Confinada                         | - Alex Mir (Dossiê Bizarro; Almanaque Guará) - Clarice França (Dossiê Bizarro; Gibi de Menininha Apresenta: Carla) - Daniel Esteves (O Médico e o Monstro em Quadrinhos) - Edgar Franco (Licanarquia; Renovaceno) - Eduardo Ferigato (Piteco: Presas) - Gérson Luiz Borlotti Teixeira (Aventuras Disney; Zé Carioca: Viagens Fantásticas) - Larissa Palmieri (Anne de Green Gables em Quadrinhos) - Lillo Parra (O Corcunda de Notre Dame em Quadrinhos; Mestres do Terror) - Marcello Quintanilha (Escuta, Formosa Márcia) | [ 10 ]                   |
| 2023 | Helô D'Angelo Nos Olhos de Quem Vê                                  | - Al Stefano (Piratas do Cangaço) - Alex Mir (Orixás: A Revolta dos Eguns) - Aline Zouvi (Não Nasci Sabendo) - Cecília Marins (Amarras) - Daniel Esteves (Fronteiras) - Lillo Parra (João Verdura e o Diabo) - Marcelo D'Salete (Mukanda Tiodora) - Natália Sierpinski (Afeto) - Rafael Calça (Fim da Noite) | [ 46 ]                   |